# Zwangsarbeiterlager Zeche Hercules
Das Zwangsarbeiterlager Zeche Hercules wurde zur Zeit der Machtergreifung 1933 im Essener Ostviertel auf dem Gelände der stillgelegten Zeche Hercules als Arbeitslager zur Unterbringung von etwa 150 Zwangsarbeitern eingerichtet.
Das in der Beuststraße 63 befindliche Lager war eines von mehr als 260 Zwangsarbeitslagern während der Zeit des Nationalsozialismus auf heutigem Essener Stadtgebiet.

## Geschichte
Die Zeche Hercules war ein Steinkohlen-Bergwerk, das von 1859 bis 1925 in Betrieb war. Wenige Jahre nach der Stilllegung eröffnete die SA in alten Zechenräumen ein sogenanntes Sturmlokal, das auch als Herculeswache bezeichnet wurde.
In der ehemaligen Zeche Hercules wurden durch die SS nach Adolf Hitlers Machtergreifung 1933 sozialdemokratisch und kommunistisch gesinnte Häftlinge untergebracht. Unter Folter versuchten Essener SS-Leute Geständnisse dieser andersdenkenden Häftlinge zu ihren politischen Widerständen gegen den Nationalsozialismus herauszupressen. Diese extremen Foltermethoden, über die sich sogar Anwohner beschwerten, da sie aufgrund der Schreie nachts nicht schlafen konnten, brachten der ehemaligen Zeche Hercules zu dieser Zeit die Namen Prügelkeller oder Blutkeller ein. Anders als bei durch die SS neu errichteten Lagern zur Häftlingskonzentration üblich, verzichtete man auf Hercules auf eine Abschottung zum öffentlichen Raum.
Anfang 1934 richtete man in den Gebäuden der stillgelegten Zeche Hercules die Wirtschaftsabteilung der Führerschule der NSDAP Gau Essen ein, wo NS-Gegner unentgeltlich Hilfsarbeiten zu leisten hatten.
Nach dem Krieg 1948 wurde einer der Verantwortlichen, SS-Untersturmführer Paul Bilecki, in einem Prozess zu fünf Monaten Gefangenschaft verurteilt.

## Heutiger Zustand
Noch in der NS-Zeit wurden die Zechengebäude niedergelegt. Es entwickelte sich in der Nachkriegszeit das heutige Gewerbegebiet Herkules. Die Herkulesstraße erinnert an die alte Schachtanlage, aber auch an die Gräuel während der NS-Zeit.